# Carlo Gianella
Carlo Gianella (* 1778 in Mailand; † 1863) war ein italienischer Ingenieur.

## Leben
Er war ab 1797 als Ingenieur in Italien tätig und war von 1801 bis 1805 am Bau der Straße über den Simplonpass beteiligt, die Napoleon Bonaparte bauen ließ. Der Pass bekam eine überregionale Bedeutung, weil er für die Artillerie befahrbar wurde.
Weiterhin war er von 1809 bis 1818 am Bau der Brücke von Boffalora sopra Ticino über den Ticino beteiligt, die ein wichtiges Verbindungsstück nach Mailand darstellte.
Er übte von 1805 bis 1817 das Amt des Generaldirektors der Straßen und Brücken des Königreichs Italiens aus.
1834 ging er nach England, um das dortige Bauwesen zu studieren.